# فیروز پرتوی
فیروز پرتوی (متولد ۱۳۱۵، تبریز) فیزیکدان ایرانی-آمریکایی است. او اولین رئیس دانشکده فیزیک دانشگاه صنعتی آریامهر پس از تأسیس این دانشگاه بود. او اولین استاد استخدامی این دانشگاه پس از دکتر مجتهدی تلقی می‌شود و در زمره پایه‌گذاران این دانشگاه است.

## تحصیلات
وی دیپلم خود را در سال ۱۳۳۲ از دبیرستان البرز گرفته‌است. لیسانس خود را از مؤسسه پلی‌تکنیک رنسلیر و در سال ۱۳۴۲ دکترای خود را از ام.آی. تی گرفته‌است و مدت یک سال را به‌عنوان دوره فوق دکترا در مؤسسه فناوری ماساچوست سپری کرد.

## استادی
او در سال ۱۳۴۳ به ایران آمد. در ابتدا به اروپا آمد تا به‌طور زمینی به ایران بیاید. تصادفاً در پاریس با دکتر علی شریعتی آشنا شد و با اتومبیل دکتر شریعتی و به همراه همسر و فرزند او راهی ایران شدند. با توجه به پیشینه سیاسی دکتر شریعتی در بدو ورود به ایران هر دو دستگیر و راهی زندان قزل قلعه شدند. خانواده دکتر شریعتی نیز راهی منزل شدند. اتهام آنان اقدام بر ضد امنیت ملی بود. دکتر شریعتی که یک سال قبل هم زندانی شده بود با سابقه بود ولی یک ماه بعد آزاد شد اما پرتوی دو ماه و نیم در زندان ماند. پس از آزادی بلافاصله به دیدار دکتر محمدعلی مجتهدی که رئیس دبیرستان البرز و رئیس دانشکده پلی تکنیک بود شتافت. دکتر مجتهدی از وی درخواست کرد که به عنوان عضو هیئت علمی در دانشکده پلی تکنیک تهران مشغول به کار شود. سپس در سال ۱۳۴۳ بود که به عنوان مدرس دوره عمومی در این دانشکده مشغول به کار شد. دکتر پرتوی دو سالی را در دانشکده پلی تکنیک گذراند. پرتوی می‌گوید در مدت حضور در پلی تکنیک مرتباً جلساتی در خصوص تشکیل دانشگاه صنعتی تشکیل می‌شد و وی به عنوان دستیار دکتر مجتهدی عمل می‌کرد. به گفته او به سرعت بودجه و پول تأمین شد و وسایل آزمایشگاهی خریداری شدند. پرتوی اولین استاد استخدامی دانشگاه صنعتی آریامهر پس از دکتر مجتهدی تلقی می‌شود و در زمره پایه‌گذاران این دانشگاه است. به گفته وی یک سال پس از او مهندس تیمور لکستانی به دانشگاه پیوست و امور اداری و اجرایی دانشگاه را برعهده گرفت.

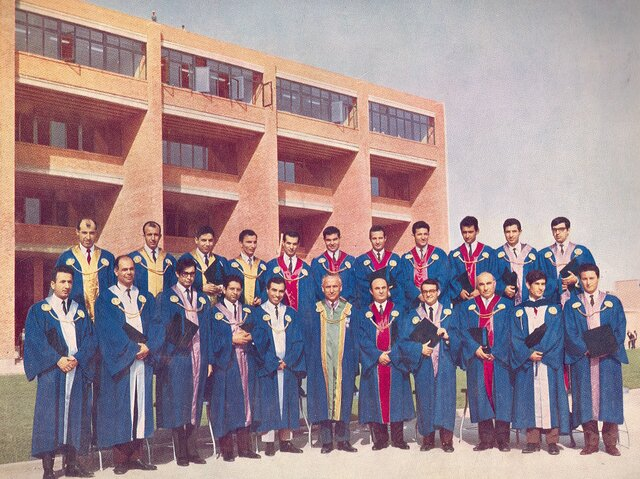
دکتر فیروز پرتوی به همراه دیگر اعضای هیئت علمی دانشگاه آریامهر (صنعتی شریف)

دکتر فیروز پرتوی اولین رئیس دانشکده فیزیک است و ۴ تا ۵ سال بعد این مسئولیت را به برادر خود محمد حسین پرتوی سپرد. وی می‌گوید چرخشی بودن ریاست در دانشکده را او باب کرده‌است. پرتوی زحمات زیادی را در راه اندازی دانشگاه کشید و بسیاری از کارهای اجرایی را شخصاً دنبال می‌کرد. دو سال قبل از انقلاب را با دانشگاه مازندران همکاری داشت و پس از انقلاب به دانشگاه‌های شهید بهشتی و پلی تکنیک تهران پیوسته‌است. وی در سال ۱۳۶۱ به دانشگاه شریف بازگشت و تا سال ۱۳۶۴ در این دانشگاه مشغول به تدریس گردید. در این سال بود که فشارهای وارده به خانواده همسرش (خسروشاهی) در نهایت آنان را وادار به خروج از ایران کرد. دکتر پرتوی هم‌اکنون در ایالت کالیفرنیا در آمریکا ساکن است. او تا سال ۱۹۸۵ با دانشگاه‌های هاروارد و ام آی تی همکاری داشته‌است و اکنون دوران بازنشستگی را می‌گذراند.

## زندگی شخصی
ورزش‌های مورد علاقه پرتوی از قدیم کوهنوردی، اسکی و بولینگ بوده‌است. پرتوی را دانشجویانش به ساده پوشی می‌شناسند.
پرتوی در سال ۱۳۴۶ با فریده خسروشاهی از خانواده سرشناس خسروشاهی ازدواج کرده‌است. خسروشاهی مقیم آمریکا و دارای مدرک فوق لیسانس کامپیوتر از این کشور بود. هم‌اکنون حاصل این ازدواج دو فرزند دوقلوی پسر به نامهای علی و هادی است. هر دو فوق لیسانس کامپیوتر از دانشگاه هاروارد دارند و علی صاحب سه فرزند و هادی دارای دو فرزند است. برادر او دکتر محمد حسین در دانشگاه کالیفرنیا تدریس می‌کند. پسران فیروز پرتوی امیدهایش در خصوص شغل شان را نادیده گرفتند. پرتوی یک کمودور ۶۴ از ایتالیا به ایران آورد و آنها برنامه‌نویسی را از هشت سالگی شروع کردند. امیدوار بود آنها از دانش کامپیوتری شان در زمینه‌ای مثل بیوفیزیک یا مهندسی ژنتیک استفاده کنند.